# Agoma transita
Agoma transita är en fjärilsart som beskrevs av Jordan 1913. Agoma transita ingår i släktet Agoma och familjen nattflyn. Inga underarter finns listade i Catalogue of Life.